# Rella Braithwaite
Rella Aylestock Braithwaite (29 de enero de 1923-23 de julio de 2019) fue una escritora canadiense.
Nació en Lebanon (Mapleton), Ontario, descendiente de pioneros negros que se asentaron en el área de Queen's Bush, y fue educada en Listowel, Ontario.  En 1946, Braithwaite y su marido Bob se mudaron a Scarborough, Ontario; ella sirvió en la junta escolar local. Escribía una columna sobre historia negra para el diario Contrast. En 1975, Braithwaite publicó La Mujer Negra en Canadá, sobre mujeres negras canadienses excepcionales. También ayudó al Ministerio de Educación de Ontario a desarrollar una guía de Estudios Negros para el uso en el aula.
Su hija es la cantante Diana Braithwaite.